# Have Yourself a Very KT Christmas

Have Yourself a Very KT Christmas (Sounds of the Season: The KT Tunstall Holiday Collection) est un album de KT Tunstall, enregistré en juillet et sorti en décembre 2007.

## Liste des titres
1. 2000 Miles
2. Christmas(Baby Please Come Home)
3. Mele Kalikimaka
4. Sleigh Ride
5. Fairytale of New York
6. Lonely This Christmas